# Тепле (Первомайський район)
Те́пле (рос. Тёплое) — село у складі Первомайського району Оренбурзької області, Росія.

## Населення
Населення — 196 осіб (2010; 240 у 2002).
Національний склад (станом на 2002 рік):
- росіяни — 70 %